# 高凌霨攝政內閣
高凌霨攝政內閣是黎元洪大總統被迫向國會辭職後，由國務院攝政組成的一個臨時性內閣。成立於民國12年（1923年）6月13日，同年10月12日結束。
1923年6月13日，黎元洪在天津的火車中遭威逼簽下了辭職的電稿。6月14日，內務總長高凌霨在國務院召開特別會議，宣佈黎元洪既辭去大總統職務，國務院依法攝政，代理大總統職權。而國務總理張紹曾已經辭職去往天津，所以由內務總長高凌霨代理總理職務。
黎元洪很快宣佈他辭職無效，依然是大總統，並且在6月16日在天津發令，任命唐紹儀為國務總理，在唐未到任之前，由李根源兼署。不過這一舉動被攝政內閣視為滑稽。黎元洪又南下希望團結各方力量討伐直系，但是段祺瑞、張作霖、盧永祥、西南軍閥和國民黨對此都並不熱心，敷衍了事。
而攝政內閣也在這段時間內把原內閣中的黎派人馬全部撤換，雖然李根源、彭允彝等抗議高凌霨本身身為閣員不能任免閣員，但是這些抗議也被無視。

## 內閣成員
| 職位         | 姓名   | 備注                                 |
| ------------ | ------ | ------------------------------------ |
| 代理國務總理 | 高凌霨 |                                      |
| 外交總長     | 顧維鈞 | 1923年7月24日到任                    |
| 外交總長     | 沈瑞麟 | 代理                                 |
| 內務總長     | 高凌霨 | 兼任                                 |
| 財政總長     | 張英華 |                                      |
| 財政總長     | 王克敏 | 署理，1923年7月10日繼任              |
| 財政總長     | 張弧   | 署理，1923年8月14日繼任              |
| 陸軍總長     | 王坦   | 代理，1923年7月4日開始以司長職務代理 |
| 陸軍總長     | 金紹曾 | 代理，1923年9月4日開始以次長職務代理 |
| 海軍總長     | 李鼎新 |                                      |
| 司法總長     | 程克   |                                      |
| 教育總長     | 陳寶泉 | 代理                                 |
| 教育總長     | 黃郛   | 1923年9月4日任命                     |
| 農商總長     | 林大閭 | 代理                                 |
| 農商總長     | 袁乃寬 | 1923年9月4日任命                     |
| 交通總長     | 吳毓麟 |                                      |